# امیر احتشام‌زاده
امیر احتشام زاده (زادهٔ ۳ خرداد ۱۳۱۲ تهران) قهرمان اسبق و پیشکسوت تنیس روی میز ایران که به مدت ۲۵ سال قهرمان ایران و عضو تیم ملی پینگ پنگ بوده‌است. احتشام‌زاده سابقه کسب مدال برنز تیمی در بازی‌های آسیایی ۱۹۵۸ را دارد.
وی پدر مجیدرضا احتشام‌زاده قهرمان پینگ پنگ ایران با رکورد ۲۶ سال در عضویت تیم ملی است.